# 보산스코그라호보

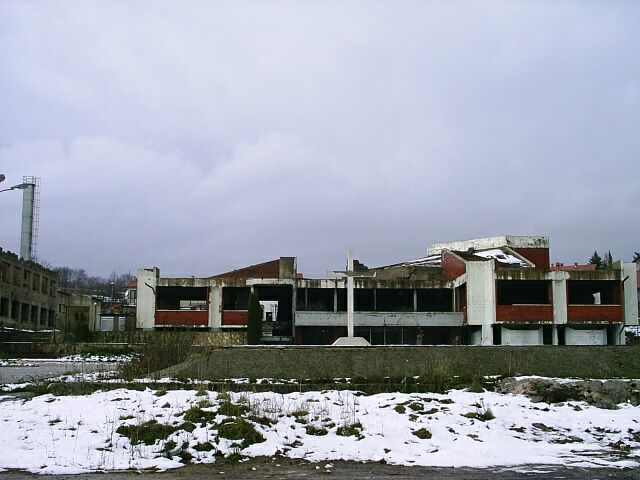
보산스코그라호보

보산스코그라호보(세르비아어: Босанско Грахово, Bosansko Grahovo, 보스니아어: Bosansko Grahovo, 크로아티아어: Bosansko Grahovo)는 보스니아 헤르체고비나 서부에 위치한 도시로 면적은 780km2, 인구는 3,091명(2013년 기준), 인구 밀도는 4명/km2이다.
행정 구역상으로는 보스니아 헤르체고비나 연방 제10주에 속한다. 크로아티아 국경과 가까운 지점에 위치한다.